# Маккивер, Эд
Эдвард Дэниэл Маккивер (англ. Edward Daniel McKeever, 27 августа 1983, Бат, Сомерсет) — британский гребец-байдарочник, выступающий за сборную Великобритании с 2003 года. Чемпион летних Олимпийских игр в Лондоне, чемпион Европы и мира, обладатель Кубка мира, многократный призёр национальных первенств. Бронзовый призёр I Европейских игр 2015 года в Баку.

## Биография
Эд Маккивер родился 27 августа 1983 года в городе Бат, графство Сомерсет. Активно заниматься греблей начал уже в возрасте двенадцати лет, по совету одноклассника записался в байдарочный клуб Брадфорд-он-Эйвон. В 2001 году впервые попал в состав молодёжной сборной Великобритании, съездил вместе с ней на юниорский чемпионат мира, где занял девятое место. Спустя два года стал членом взрослой национальной команды, что позволило ему принимать участие в крупнейших международных стартах. Практически всю первую половину своей карьеры Маккивер специализировался на дистанции 500 м в одноместных байдарках и не показывал здесь каких бы то ни было выдающихся результатов, однако после того как в 2009 году эта дисциплина была исключена из олимпийской программы, спортсмен принял решение перейти на более спринтерскую дистанцию 200 м.
Решение оказалось удачным, так, уже в 2010 году на чемпионате Европы в испанской Тразоне он завоевал золотую медаль, позже на мировом первенстве в Познани взял сначала серебро в эстафете, а потом золото в классической двухсотметровой гонке. Одновременно с этим пришли первые победы на Кубке мира, британец несколько раз оказывался на пьедестале почёта и расположился в мировом рейтинге сильнейших байдарочников на четвёртой строке. В следующем году вновь показывал неплохие результаты, на европейском первенстве в Белграде получил бронзу, на чемпионате мира в венгерском Сегеде финишировал с серебряной наградой — обе медали выиграны в его коронной двухсотметровой дистанции. На всех этапах Кубка мира этого сезона он неизменно попадал в число призёров и в итоге занял первое место в общем индивидуальном зачёте байдарочников, став, соответственно, обладателем трофея.
Выбившись в лидеры сборной, Эд Маккивер удостоился права защищать честь страны на ХХХ летних Олимпийских играх в Лондоне, где на своей одноместной байдарке впоследствии завоевал золото, проплыв двести метров быстрее всех соперников. Маккивер является выпускником Кингстонского университета, обучался там на факультете бухгалтерского учёта и финансов. Ныне живёт и тренируется в своём родном Брэдфорде-на-Эйвоне, в ближайшее время собирается жениться. Есть собака по кличке Люси.